# Maizières (Haute-Marne)
Maizières é uma comuna francesa na região administrativa de Grande Leste, no departamento de Haute-Marne. Estende-se por uma área de 11,7 km². Em 2010 a comuna tinha 196 habitantes (densidade: 16,8 hab./km²).